# Stan Walker
Stan Walker (23 de outubro de 1990, Melbourne, Vitória) é um ator e cantor australiano. Em 2009, Walker participou da sétima edição do programa de canto Australian Idol, no qual sagrou-se campeão e como efeito, assinou contrato com a Sony Music Austrália.
Seu álbum de estreia, Introducing Stan Walker (2009), atingiu a terceira e a 2ª posições na Austrália e Nova Zelândia, respectivamente. O desempenho, culminou nas certificações de platina pela Australian Recording Industry Association (ARIA) e tripla platina pela Recording Industry Association of New Zealand (RIANZ). O segundo álbum, From the Inside Out (2010), posicionou-se nas segunda e primeira colocações da Austrália e Nova Zelândia. O terceiro trabalho, Let the Music Play (2011), falhou em tentar seguir o desempenho dos anteriores e se auge foi fora das dez primeiras posições de ambos os países.
Durante sua carreira, Walker foi vencedor de cinco New Zealand Music Awards, um Waiata Māori Awards e outro Deadly Awards e recebeu cinco indicações ao ARIA Music Awards. Ele estreou sua carreira como ator, no filme neozelandês Mt Zion. O cantor, cita a cantora norte-americana Beyoncé Knowles como sua influência musical.

## Biografia
Stan Walker nasceu em 23 de outubro de 1990 em Melbourne na cidade de Vitória, Austrália. Filho de Ross Walker e April Walker, ele é um descendente de Māori a partir das tribos Tuhoe e Ngati Ranginui da Nova Zelândia. Walker cresceu em uma marae em Mount Maunganui, Nova Zelândia. Ainda na Nova Zelândia, estudou nas escolas Fairfield Intermediate e Hamilton Boys' High School. Walker comparou sua infância ao filme de 1994 na Nova Zelândia, Once Were Warriors, que conta a história de uma família de marae urbana e seus problemas com o alcoolismo, a pobreza e a violência doméstica. Seu pai foi repetidamente preso por bater na mulher, April, e nos cinco filhos, incluindo Walker. Isso levou Walker a fumar maconha e roubar. Walker também foi abusado sexualmente por um parente ao longo de um período de nove meses. Seus pais eram traficantes de drogas e ambos passaram algum tempo na prisão por delitos de drogas.
Na idade de 15, Walker começou a ir à igreja, depois de ouvir um testemunho de uma menina que tinha um histórico familiar semelhante à sua. Walker diz que sua paixão pela música e por sua religião o fez um "bom menino" novamente. Depois de vários episódios violentos, Walker e sua família se mudou para a Austrália em Coolangatta, Queensland. Em 2009, Walker perdeu uma filha quando sua então namorada sofreu um aborto espontâneo. Ele havia planejado chamar o bebê, Ataahua, que traduzido de Māori para o português, significa "bonito". Após o acontecimento, ele tatuou o nome em seu pescoço. Antes de Walker entrar no Australian Idol, ele era um assistente de loja em uma loja de moda masculina em Coolangatta.

## Prêmios e indicações
| Ano  | Premiação                                 | Categoria                                                  | Resultado |
| ---- | ----------------------------------------- | ---------------------------------------------------------- | --------- |
| 2010 | Waiata Māori Awards                       | Radio Airplay Record of the Year                           | Venceu    |
| 2010 | Nickelodeon Australian Kids Choice Awards | Fresh Aussie Musos                                         | Indicado  |
| 2010 | New Zealand Music Awards                  | Vodafone Peoples' Choice                                   | Venceu    |
| 2010 | New Zealand Music Awards                  | Highest Selling New Zealand Single ("Black Box")           | Venceu    |
| 2010 | New Zealand Music Awards                  | Radio Airplay Record of the Year ("Black Box")             | Venceu    |
| 2010 | New Zealand Music Awards                  | International Achievement Award                            | Venceu    |
| 2010 | ARIA Music Awards                         | Most Popular Australian Album (Introducing... Stan Walker) | Indicado  |
| 2010 | ARIA Music Awards                         | Most Popular Australian Single ("Black Box")               | Indicado  |
| 2010 | ARIA Music Awards                         | Most Popular Australian Artist                             | Indicado  |
| 2011 | Nickelodeon Australian Kids Choice Awards | Fave Song ("Loud")                                         | Indicado  |
| 2011 | New Zealand Music Awards                  | Best Male Solo Artist (From the Inside Out)                | Indicado  |
| 2011 | New Zealand Music Awards                  | Vodafone Peoples' Choice                                   | Indicado  |
| 2011 | New Zealand Music Awards                  | Radio Airplay Record of the Year ("Choose You")            | Venceu    |
| 2011 | ARIA Music Awards                         | Most Popular Australian Artist                             | Indicado  |
| 2011 | Channel V Awards                          | [V] Oz Artist of the Year                                  | Indicado  |
| 2011 | IT List Awards                            | Single of 2011 – "Galaxy" (com Jessica Mauboy)             | Indicado  |
| 2011 | IT List Awards                            | Australian Male Artist                                     | Indicado  |
| 2012 | Deadly Awards                             | Single of the Year – "Galaxy" (com Jessica Mauboy)         | Venceu    |
| 2012 | ARIA Music Awards                         | ARIA Song of the Year – "Galaxy" (com Jessica Mauboy)      | Pedente   |